# Kordiimonas gwangyangensis
Kordiimonas gwangyangensis (штам GW14-5T) — морська бактерія, здатна руйнувати багато типів поліциклічних вуглеводнів. Вперше виділена із зразків води із Кван'янської затоки.